# Samuel Rodríguez
Samuel Rodríguez Vera (La Asunción, Nueva Esparta, Venezuela; 5 de mayo de 2003) es un futbolista venezolano que juega como portero en el Burgos CF Promesas de la Tercera División de España.

## Trayectoria
Nació el 5 de mayo de 2003 en La Asunción, ciudad ubicada en el estado insular de Nueva Esparta. Comenzó su andar en el colegio Guayamuri de la Isla de Margarita para luego iniciar formalmente en la Academia Dynamo de Margarita. Posteriormente, se convirtió en el primer «Proyecto Dynamo» que piso suelo europeo, tras llegar con 16 años a las inferiores del Atlético de Madrid de España.
En septiembre de 2020 fue reclutado junto a otros canteranos por Diego Simeone para la pretemporada del primer equipo, y en mayo de 2021 firmó con el primer equipo.
Debutó profesionalmente el 23 de octubre de 2022 con el Atlético de Madrid "B" en el empate sin goles ante la U. D. Melilla en la Segunda RFEF de España.

## Selección nacional
En 2022 fue convocado por la selección sub-23 de Venezuela que disputó el Torneo Maurice Revello de 2022. En dicho torneo, Rodríguez terminó subcampeón jugando todos los encuentros, y fue figura en la tanda de penales en la semifinal ante Colombia.
Ese mismo año recibió el llamado de la selección sub-20 para acudir a los Juegos Suramericanos celebrados en Asunción, Paraguay, donde Venezuela no llegó a pasar de la fase de grupos por diferencia de goles. Rodríguez disputó tres compromisos —Derrota ante Uruguay, empate contra Perú y victoria sobre el local Paraguay—, concediendo un total de cuatro goles.

### Participaciones internacionales

#### Categorías menores
| Competición                    | Sede     | Resultado      | Partidos | Goles recibidos |
| ------------------------------ | -------- | -------------- | -------- | --------------- |
| Torneo Maurice Revello de 2022 | Francia  | Subcampeón     | 5        | 4               |
| Juegos Suramericanos de 2022   | Paraguay | Fase de grupos | 3        | 4               |
| Sudamericano Sub-20 2023       | Colombia | 5.° lugar      | 1        | 1               |

## Clubes
| Club                   | País   | Año           |
| ---------------------- | ------ | ------------- |
| Atlético de Madrid "B" | España | 2022-2023     |
| Burgos Promesas        | España | 2023-presente |